# Рудная (бухта)
Бухта Рудная — бухта, Дальнегорский городской округ, Приморский край, Россия, западное побережье Японского моря. Южный входной мыс — мыс Бринера. Открыта к востоку, вдается в материк на 1,2 км. Ширина у входа 2,7 км. Глубина до 18 м. До 1972 года носила название бухта Тетюхе. Площадь поверхности — 2,85 км².
Западный берег преимущественно низкий и песчаный. Южное и северное побережье высокие, местами обрывистый, каменистые. В бухту впадает река Рудная.

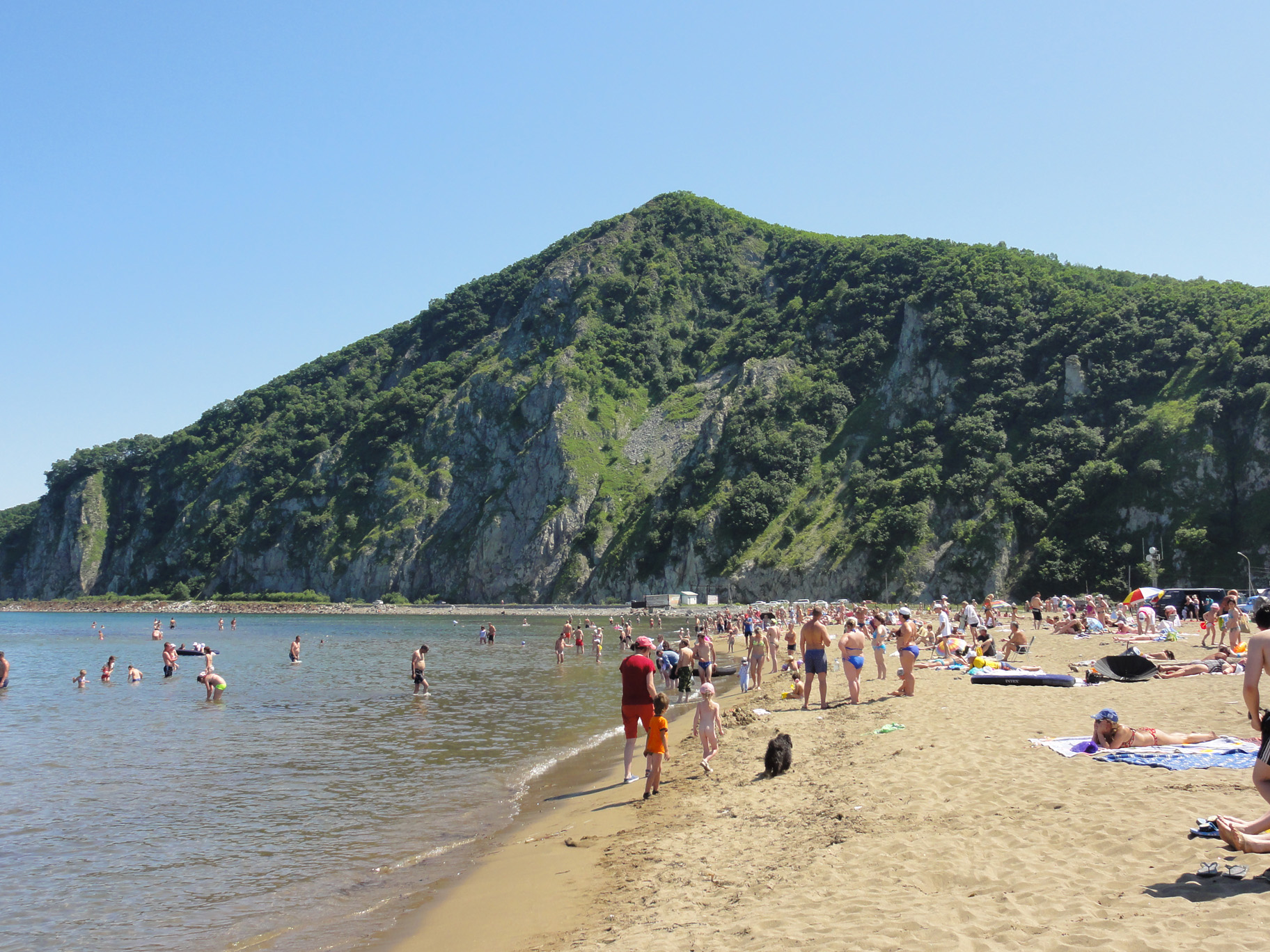
Наиболее близкий к Дальнегорску морской пляж

На западном побережье бухты расположено село Рудная Пристань. В селе расположен металлургический цех Дальневосточного горно-металлургического комбината (обработка свинца), что создает неблагоприятную экологическую обстановку. Согласно исследованию Института Блэксмита долина реки Рудной входит в список самых загрязнённых в мире.
Через бухту осуществляется морское сообщение Дальнегорского района Приморского края. На северном берегу бухты имеется нефтепирс. На южном берегу есть небольшая гавань «Ковш».
Бухта является местом пляжного отдыха и купания жителей Дальнегорского городского округа.